# The Orville
The Orville američka je znanstveno-fantastična serija, čiji je tvorac Seth MacFarlane, a snima se za televizijsku kuću Fox Broadcasting Company. MacFarlane ujedino i igra u glavnoj ulozi. Serija je premjerno emitirana 10. rujna 2017. Za sada su emitirane ukupno dvije sezone, prva za razdoblje 2017. – 2018. i druga za razdoblje 2018. – 2019., a emitiranje treće sezone je najavljeno za kraj 2020. godine, ali je prolongirano za kraj 2021. godine zbog globalne pandemije koronavirusa SARS-CoV-2.

## Kratak sadržaj
The Orville se događa na istoimenom svemirskom brodu The Orville (ECV-197), koji je istraživački brod srednje veličine. Orville je dio flote Planetarne Unije, međuzvjezdanog saveza Zemlje i mnogo ostalih planeta. Radnja se odvija u 25. stoljeću.
Kapetan broda je Ed Mercer, časnik Planetarne Unije, čija karijera počinje propadati nakon razvoda, ali unatoč tome dobije zapovjedništvo Orvillea. Međutim, ubrzo sazna da mu je prvi časnik njegova bivša žena Kelly Grayson.

## Likovi

### Glavni likovi
- Seth MacFarlane kao kapetan Ed Mercer
- Adrianne Palicki kao zapovjednica Kelly Grayson
- Penny Johnson Jerald kao doktorica Claire Finn
- Scott Grimes kao poručnik Gordon Malloy
- Peter Macon kao poručnik Bortus
- Halston Sage kao poručnica Alara Kitan
- J. Lee kao poručnik John LaMarr
- Mark Jackson kao Isaac
- Jessica Szohr kao poručnica Talla Keyali

### Prateća postava
- Victor Garber kao admiral flote Halsey
- Chad Coleman kao Klyden
- Norm Macdonald (samo glas) kao poručnik Yaphit
- Larry Joe Campbell kao poručnik Steve Newton
- BJ Tanner kao Marcus Finn, stariji sin doktorice Claire Finn
- Kai Wener kao Ty Fin, mlađi sin doktorice Claire Finn
- Gavin Lee kao medicinska sestra Park
- Mike Henry kao Dann
- Rachael MacFarlane kao glas brodskog računala
- Ron Canada kao admiral Tucker
- Kelly Hu kao admiral Ozawa
- Chris Johnson kao Cassius
- Blesson Yates kao Topa, Bortusov i Klydenov sin
- Kyra Santoro kao zastavnica Jenny Turco
- Ted Danson kao admiral Perry
- Rena Owen kao Heveena

## Popis epizoda

### Prva sezona
| Epizoda # (ukupno) | Epizoda # (u sezoni) | Naslov                       | Redatelj              | Scenarist(i)                   | Premijera           |
| ------------------ | -------------------- | ---------------------------- | --------------------- | ------------------------------ | ------------------- |
| 1                  | 1                    | "Old Wounds"                 | Jon Favreau           | Seth MacFarlane                | 10. rujna 2017.     |
| 2                  | 2                    | "Command Performance"        | Robert Duncan McNeill | Seth MacFarlane                | 17. rujna 2017.     |
| 3                  | 3                    | "About a Girl"               | Brannon Braga         | Seth MacFarlane                | 21. rujna 2017.     |
| 4                  | 4                    | "If the Stars Should Appear" | James L. Conway       | Seth MacFarlane                | 28. rujna 2017.     |
| 5                  | 5                    | "Pria"                       | Jonathan Frakes       | Seth MacFarlane                | 5. listopada 2017.  |
| 6                  | 6                    | "Krill"                      | Jon Cassar            | David A. Goodman               | 12. listopada 2017. |
| 7                  | 7                    | "Majority Rule"              | Tucker Gates          | Seth MacFarlane                | 26. listopada 2017. |
| 8                  | 8                    | "Into the Fold"              | Brannon Braga         | Brannon Braga i Andre Bormanis | 2. studenoga 2017.  |
| 9                  | 9                    | "Cupid's Dagger"             | Jamie Babbit          | Liz Heldens                    | 9. studenoga 2017.  |
| 10                 | 10                   | "Firestorm"                  | Brannon Braga         | Cherry Chevapravatdumrong      | 16. studenoga 2017. |
| 11                 | 11                   | "New Dimensions"             | Kelly Cronin          | Seth MacFarlane                | 30. studenoga 2017. |
| 12                 | 12                   | "Mad Idolatry"               | Brannon Braga         | Seth MacFarlane                | 7. prosinca 2017.   |

### Druga sezona
| Epizoda # (ukupno) | Epizoda # (u sezoni) | Naslov                                   | Redatelj              | Scenarist(i)                   | Premijera          |
| ------------------ | -------------------- | ---------------------------------------- | --------------------- | ------------------------------ | ------------------ |
| 13                 | 1                    | "Ja'loja"                                | Seth MacFarlane       | Seth MacFarlane                | 30. prosinca 2018. |
| 14                 | 2                    | "Primal Urges"                           | Kevin Hookse          | Wellesley Wild                 | 3. siječnja 2019.  |
| 15                 | 3                    | "Home"                                   | Jon Cassar            | Cherry Chevapravatdumrong      | 10. siječnja 2019. |
| 16                 | 4                    | "Nothing Left on Earth Excepting Fishes" | Jon Cassar            | Brannon Braga i Andre Bormanis | 17. siječnja 2019. |
| 17                 | 5                    | "All the World Is Birthday Cake"         | Robert Duncan McNeill | Seth MacFarlane                | 24. siječnja 2019. |
| 18                 | 6                    | "A Happy Refrain"                        | Seth MacFarlane       | Seth MacFarlane                | 31. siječnja 2019. |
| 19                 | 7                    | "Deflectors"                             | Seth MacFarlane       | David A. Goodman               | 14. veljače 2019.  |
| 20                 | 8                    | "Identity"                               | Jon Cassar            | Brannon Braga i Andre Bormanis | 21. veljače 2019.  |
| 21                 | 9                    | "Identity Part II"                       | Jon Cassar            | Seth MacFarlane                | 28. veljače 2019.  |
| 22                 | 10                   | "Blood of Patriots"                      | Rebecca Rodriguez     | Seth MacFarlane                | 7. ožujka 2019.    |
| 23                 | 11                   | "Lasting Impressions"                    | Kelly Cronin          | Seth MacFarlane                | 21. ožujka 2019.   |
| 24                 | 12                   | "Sanctuary"                              | Jonathan Frakes       | Joe Menosky                    | 11. travnja 2019.  |
| 25                 | 13                   | "Tomorrow, and Tomorrow, and Tomorrow"   | Gary Rake             | Janet Lin                      | 18. travnja 2019.  |
| 26                 | 14                   | "The Road Not Taken"                     | Gary Rake             | David A. Goodman               | 25. travnja 2019.  |

## Vanjske poveznice
- The Orville - IMDb (engl.)
- The Orville - fox.com  Arhivirana inačica izvorne stranice od 19. prosinca 2019. (Wayback Machine) (engl.)